# Styringomyia idioformosa
Styringomyia idioformosa là một loài ruồi trong họ Limoniidae. Chúng phân bố ở miền Australasia.